# Unión Antorchista
Unión Antorchista är en ort i Mexiko.   Den ligger i kommunen Chiapa de Corzo och delstaten Chiapas, i den sydöstra delen av landet, 700 km öster om huvudstaden Mexico City. Unión Antorchista ligger 462 meter över havet och antalet invånare är 128.
Terrängen runt Unión Antorchista är varierad. Runt Unión Antorchista är det ganska tätbefolkat, med 58 invånare per kvadratkilometer. Närmaste större samhälle är Tuxtla Gutiérrez, 10,5 km väster om Unión Antorchista. Omgivningarna runt Unión Antorchista är en mosaik av jordbruksmark och naturlig växtlighet.